# Olivier de Wismes
Le baron Jean-Baptiste Heraclée Olivier de Blocquel de Croix de Wismes est un archéologue, dessinateur, graveur et lithographe français né le 16 septembre 1814 à Paris et mort le 5 janvier 1887  à Nantes.

## Biographie
Olivier est le fils du baron Arnould Louis Armand de Blocquel de Croix de Wismes et de Bonne Thérèse Louise Hélène Pétronille de Polignac. Gendre de Pierre de Bruc de Livernière (1766-1845), maréchal de camp et chef de division de l'Armée catholique et royale de Vendée, il est notamment le père d'Armel (1845-1886), de Fernand, de Gaëtan et de Christian de Wismes (père de Robert et grand-père d'Armel).
Reçu à l'école militaire de Saint-Cyr, la Révolution de 1830 met un terme à cette première vocation. Il suit alors des études de droit et d'archéologie (sous Raoul-Rochette). Il apprend également le dessin avec Hubert, la sculpture avec Dantan aîné et la gravure avec Cicéri.
Il réalise des dessins de ses voyages à travers l'Allemagne et l'Italie. Il se livre avec passion à l'eau-forte avec son ami Octave de Rochebrune.
Il est président de la Société archéologique et historique de Nantes et de Loire-Atlantique de 1878 à 1880.
Il est enterré au cimetière La Bouteillerie.

## Œuvres
- Le Maine et l'Anjou historiques, 1854-1862.

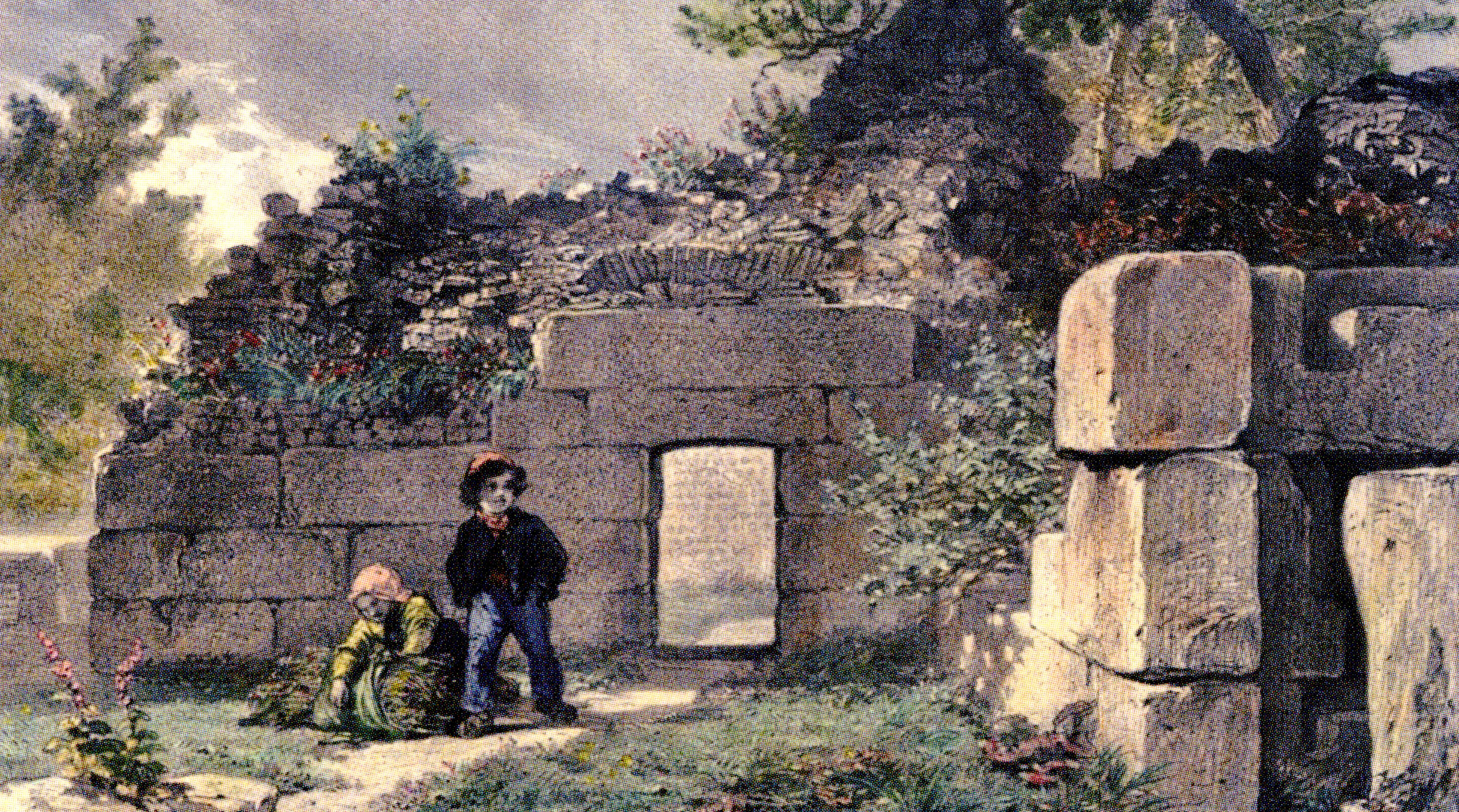
Enfants jouant dans la forteresse de Jublains, gravure de 1862
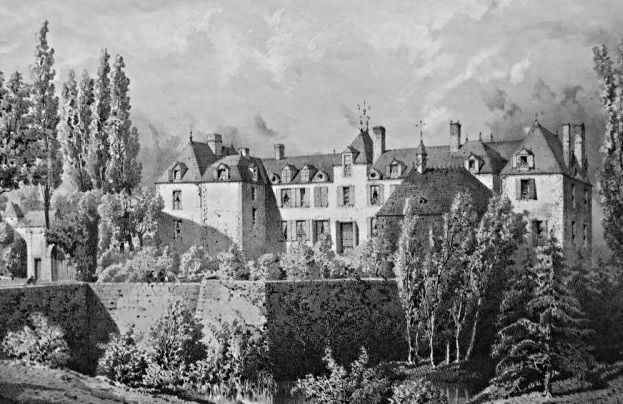
Château de Montflaux, 1870